# Ramón Emeterio Betances
Ramón Emeterio Betances y Alacán (8 de abril de 1827 — 16 de setembro de 1898) foi um nacionalista porto-riquenho. Foi o principal instigador da revolução "Grito de Lares" e é considerado o pai do movimento de independência de Porto Rico. Desde que o Grito galvanizou um movimento nacionalista crescente entre os porto-riquenhos, Bentances é também considerado "El Padre de la Patria" (Pai da [Porto Rico] Nação). Por causa de seus atos de caridade pelas pessoas com necessidade, ele também ficou conhecido como "El Padre de los Pobres" ("O Pai dos Pobres").
Betances também foi médico e cirurgião em Porto Rico, e um de seus primeiros higienistas sociais (en). Praticou com sucesso a cirurgia e oftalmologia. Também foi abolicionista, diplomata, administrador de saúde pública, poeta e romancista. Serviu como representante e contato para Cuba e República Dominicana, em Paris, França.

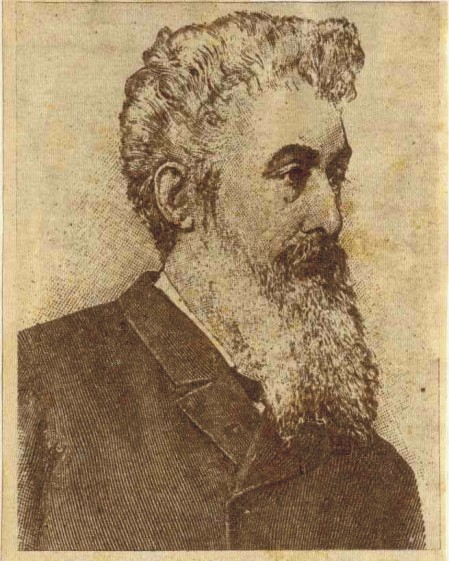
Dr. Ramón Emeterio Betances

Um adepto da maçonaria, seu ativismo social e político estava profundamente influenciado pelas crenças filosóficas do grupo.